# Museo de arte Radíshchev
El museo de arte Radishchev (en ruso: Радищевский музей) es un museo de arte en la ciudad rusa de Sarátov. El edificio del museo en sí es uno de los hitos arquitectónicos de la ciudad y fue diseñado por el arquitecto ruso-alemán I. W. Strom. 

## Historia

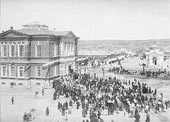
Apertura al público del Museo Radishchev en Sarátov en 1895

El museo fue fundado en 1878 por el pintor Alexei Bogoliubov y lleva el nombre de su abuelo, el escritor y filósofo ruso Aleksandr Radíshchev. En ese momento fue la primera galería de arte rusa importante fuera de Moscú y San Petersburgo, y también fue el primer museo de arte en Rusia, que abrió sus puertas siete y quince años antes que la galería Tretiakov y el museo Pushkin respectivamente.
Se instaló en el edificio actual, construido según los planos de Ivan Strom, y abrió sus puertas al público en 1885. Se benefició de donaciones de Alejandro III y de la academia imperial de bellas artes, además de donaciones privadas, como la de Pauline Viardot o la colección del mismo Bogoliubov. Hoy, con más de 20 000 obras, es uno de los mayores museos de arte ruso.

## Colección
La colección se centra en las obras de arte rusas de los siglos XIX y XX, pero la exposición permanente trata la pintura, gráficos, esculturas y artesanías de los siglos XV al XIX en Rusia. El museo tiene una extensa colección de pinturas de artistas rusos y extranjeros, gráficos, esculturas, iconos, libros y manuscritos. Estos incluyen más de 200 obras de Bogoliubov mismo, así como obras de Alexandr Ivánov, Alexandre Benois, Víktor Vasnetsov, Iván Kramskói, Vasili Polénov, Nicolai Ge, Karl Briulov, Iván Shishkin, Konstantín Korovin, Alekséi Savrásov, Iliá Repin, Isaak Levitán, Vasili Súrikov Vladímir Makovski, Mijaíl Vrúbel, Iván Aivazovsky, Martirós Sarián, Borís Kustódiev y Nikolái Roerich y otros pintores de renombre.

Retratos femeninos en el museo
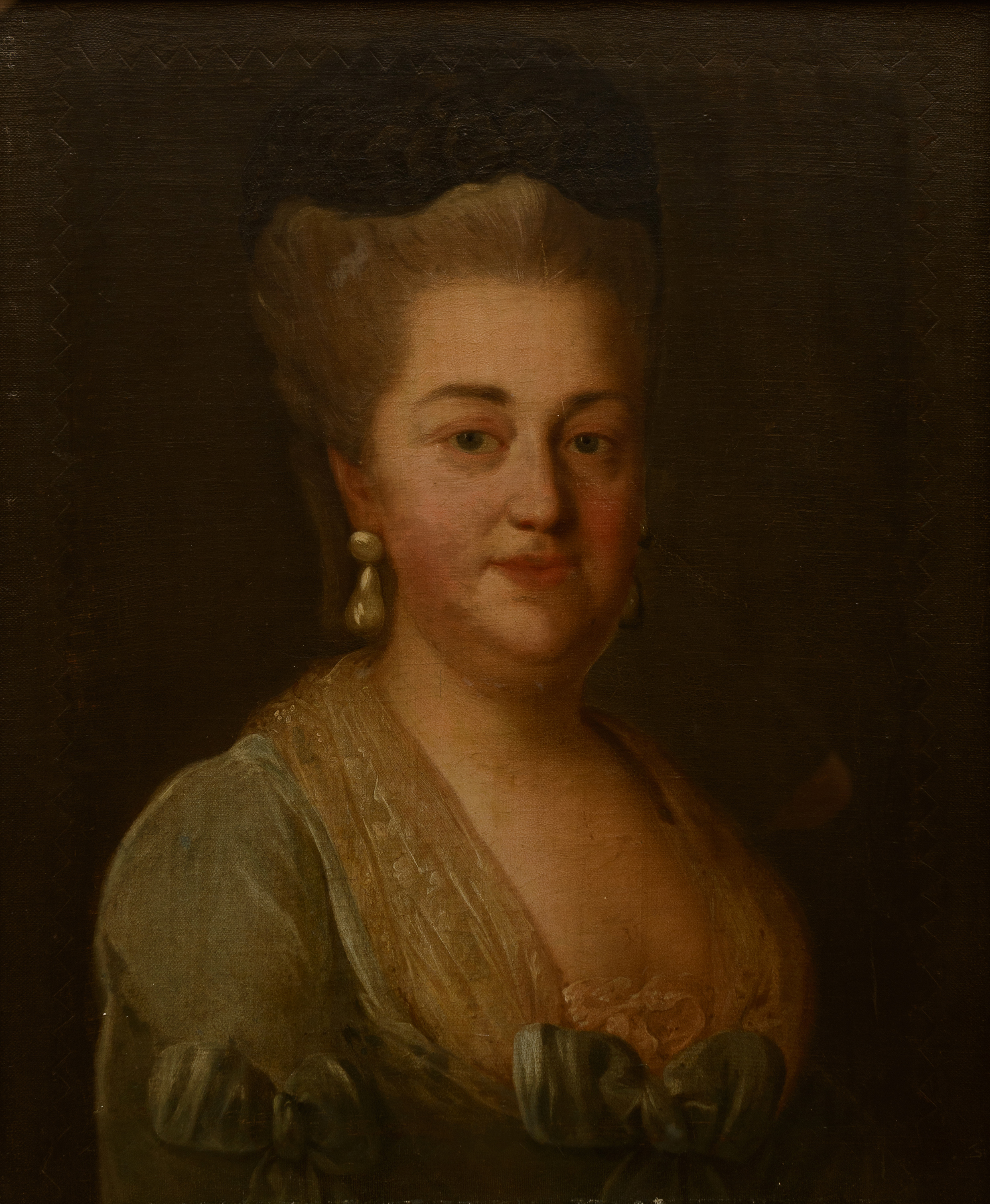
Retrato de Anastasia Zagriashskaya, nacida princesa Galitzin (1728-1779) por Rokotov (c. 1760)
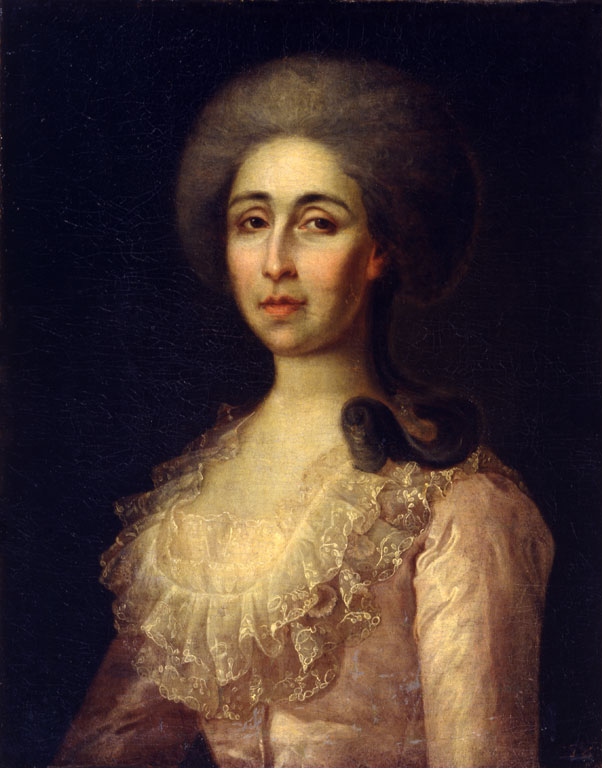
Retrato de Ana Radishcheva, nacida Roubanovskaya (1752-1783), primera esposa de Aleksandr Radíshchev; autor desconocido
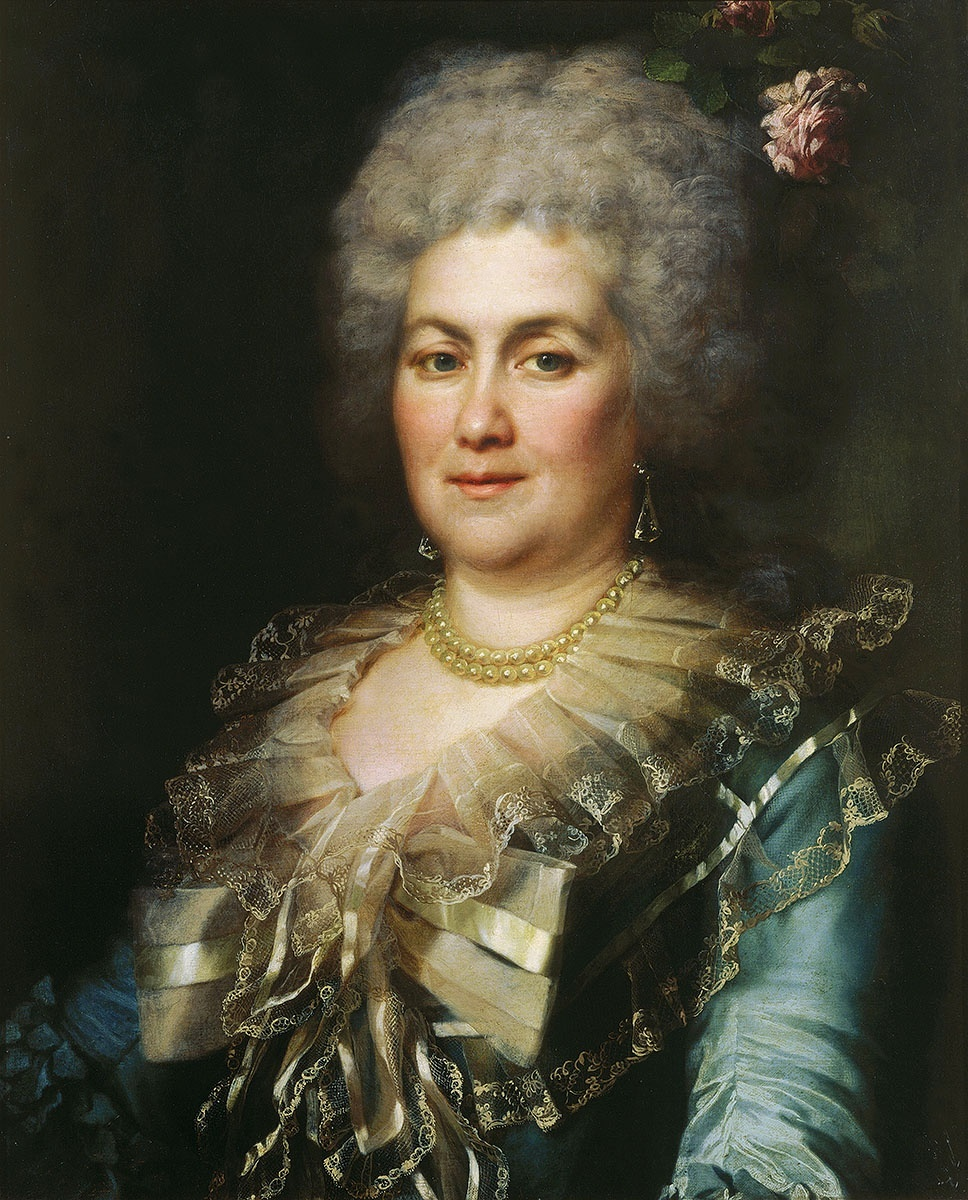
Retrado de la Sra. Gubanova por Levitski (1789)
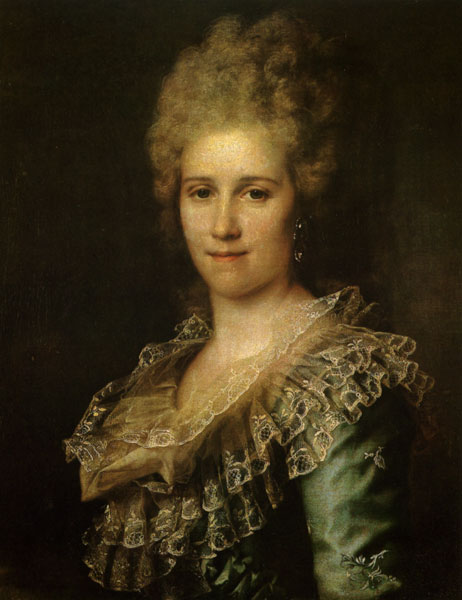
Retrato de una dama desconocida por Levitzki (finales de la década de 1780)
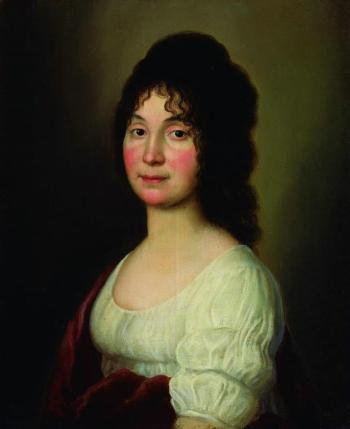
Retrato de María Lanskaya, nacida Zhatilova (1767-1842), autor desconocido (c. 1800)
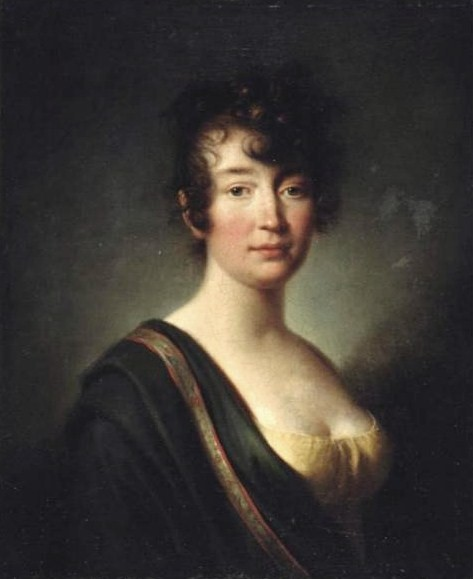
Retrato de Sofía Spiridova, nacida condesa Olsoufieva por Alexandr Molinari (década de 1810)
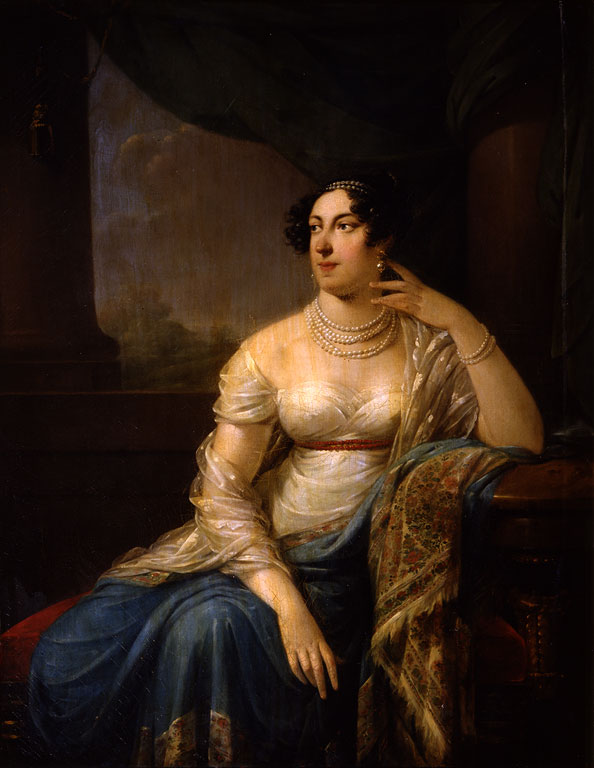
Retrato de la princesa Natalia Saltikova, nacida Golovkina (1781-1860), por Molinari (c. 1815)
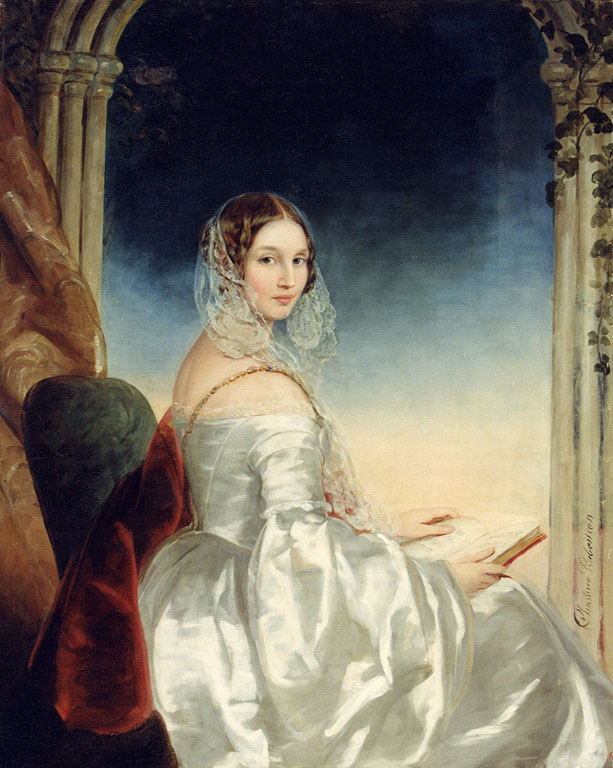
Retrato de la condesa Olga Orlova-Davidova, nacida princesa Bariatinskaya (1814-1876), por Christina Robertson (c. 1840)
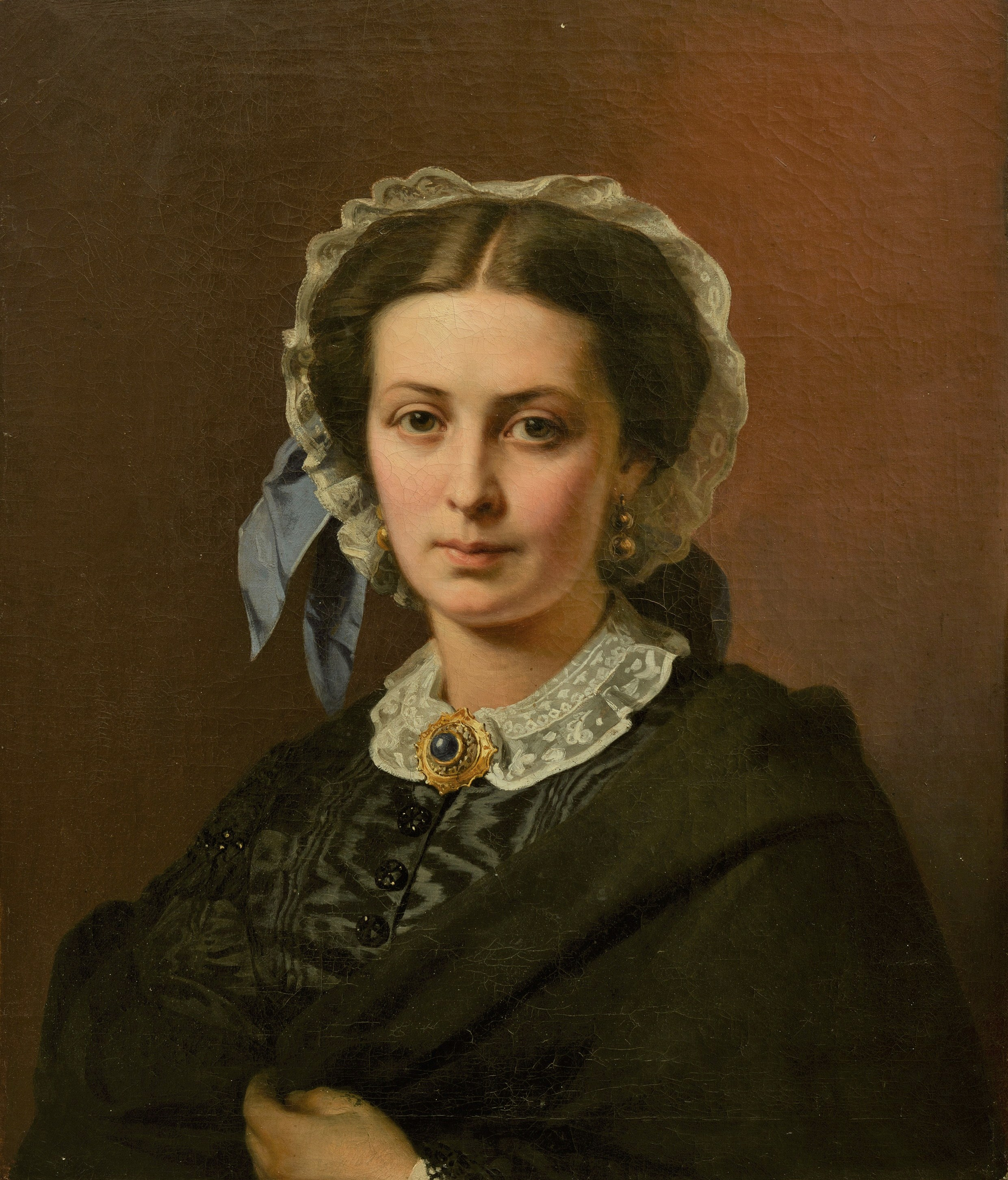
Retrato de Nadezhda Bogoliubova por Vasili Vereshchaguin (c. 1860)